# Lázaro Cárdenas, Pueblo Nuevo Solistahuacán
Lázaro Cárdenas är en ort i Mexiko.   Den ligger i kommunen Pueblo Nuevo Solistahuacán och delstaten Chiapas, i den sydöstra delen av landet, 700 km öster om huvudstaden Mexico City. Lázaro Cárdenas ligger 1 442 meter över havet och antalet invånare är 607.
Terrängen runt Lázaro Cárdenas är bergig västerut, men österut är den kuperad. Runt Lázaro Cárdenas är det ganska tätbefolkat, med 104 invånare per kvadratkilometer. Närmaste större samhälle är Pueblo Nuevo Jolistahuacan, 7,4 km sydväst om Lázaro Cárdenas. Omgivningarna runt Lázaro Cárdenas är en mosaik av jordbruksmark och naturlig växtlighet.